# Comuna de Andrychów
Andrychów (polaco: Gmina Andrychów) é uma gminy (comuna) na Polónia, na voivodia de Pequena Polónia e no condado de Wadowicki.
De acordo com os censos de 2004, a comuna tem 42 933 habitantes, com uma densidade 267,6 hab/km².

## Área
Estende-se por uma área de 100,6 km², incluindo:
- área agrícola: 48%
- área florestal: 40%

## Demografia
Dados de 30 de Junho 2004:
|                      | Total   | Total | Mulheres | Mulheres | Homens  | Homens |
| -------------------- | ------- | ----- | -------- | -------- | ------- | ------ |
|                      | pessoas | %     | pessoas  | %        | pessoas | %      |
| População            | 42 933  | 100   | 21 923   | 51,1     | 21 010  | 48,9   |
| Densidade (pop./km²) | 426,8   | 100   | 217,9    | 217,9    | 208,8   | 208,8  |

De acordo com dados de 2002, o rendimento médio per capita ascendia a 1144,08 zł.

## Subdivisões
- Brzezinka, Inwałd, Roczyny, Rzyki, Sułkowice, Targanice, Zagórnik.